# I bref barré
Le i bref barré (Й̶, й̶) est une lettre de l’alphabet cyrillique qui a été utilisée dans l’écriture du iakoute au XIXe siècle.

## Utilisation
Le i bref barré fait partie de quelques alphabets du iakoute utilisés à la fin du XIXe siècle et au début du XXe siècle, notamment dans deux abécédaires publiés en 1897 et 1898 et un livre scolaire.

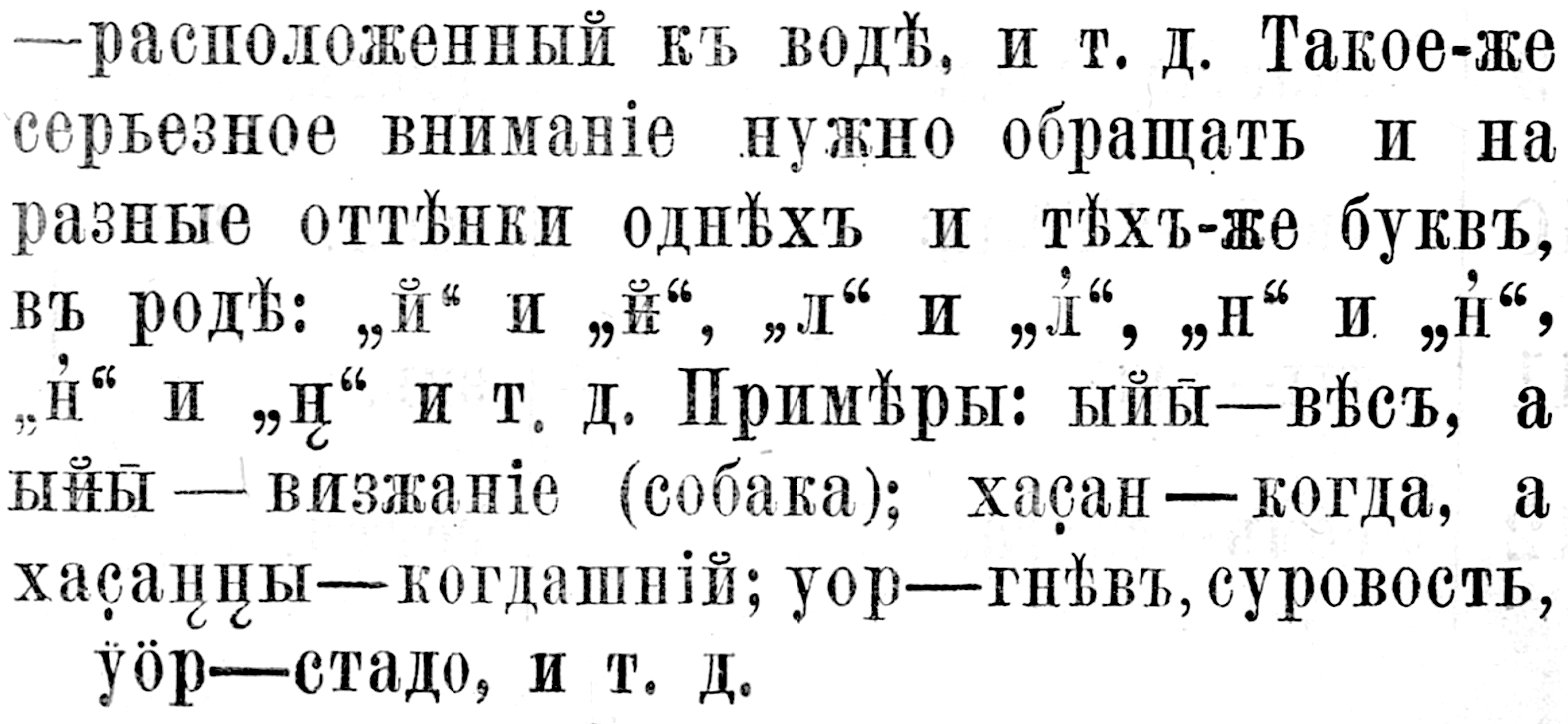
Lettres spéciales iakoutes dans Первоначальный учебник русского языка для якутов, 1907, p. vii.